# Erbach
Erbach (pronunciación en alemán: /ˈɛʁbax/ⓘ) es un municipio y la ciudad capital del distrito de Odenwald, en el estado federado de Hesse (Alemania). Su población estimada a finales de 2016 era de 13 513 habitantes.
Se encuentra ubicado al sur del estado, muy cerca de las fronteras con los estados de Baden Wurtemberg y Baviera.